# Ellen Schwiers
Ellen Schwiers, née le 11 juin 1930 à Stettin et morte le 26 avril 2019 à Starnberg (Allemagne)) est une actrice allemande.

## Biographie
Ellen Schwiers vient d'une famille d'acteurs comme son père Lutz Schwiers et son frère Holger Schwiers. Elle suit sa famille dans les nombreuses villes où elle a des engagements. À 13 ans, elle entre dans la Bund Deutscher Mädel. Après la Seconde Guerre mondiale, sa famille vient en Hesse, Ellen Schwiers suit d'abord une formation en boulangerie et en jardinerie.
Après avoir reçu des cours de théâtre auprès de son père et son diplôme, elle obtient son premier engagement au théâtre municipal de Coblence. Entre-temps, elle travaille comme souffleuse. Elle apparaît au cinéma en 1949 dans Heimliches Rendezvous de Kurt Hoffmann. Elle interprète souvent les femmes séduisantes qui amènent l'agitation dans la vie ordonnée des autres.

### Famille
En 1956, Ellen Schwiers épouse le producteur Peter Jacob. De ce mariage naîtront deux enfants : Katerina Jacob et Daniel Jacob. Daniel meurt à 21 ans d'une tumeur. Sa petite-fille Josephine Jacob est aussi actrice.

## Filmographie

### Cinéma
- 1949 : Heimliches Rendezvous
- 1955 : 08/15 s'en va-t-en-guerre : Natascha
- 1955 : Les Bandits de la route
- 1956 : Anastasia, la dernière fille du tsar : princesse Katharina
- 1956 : Docteur Vlimmen
- 1956 : La Dernière escale
- 1957 : Der König der Bernina
- 1958 : Polikuschka
- 1958 : Med mord i bagaget
- 1958 : Les soldats ne sont pas de bois (Helden)
- 1958 : Nackt wie Gott sie schuf
- 1959 : Aus dem Tagebuch eines Frauenarztes
- 1959 : Arzt aus Leidenschaft
- 1959 : Wenn die Glocken hell erklingen
- 1959 : La Vache et le Prisonnier : Josépha, la fermière
- 1960 : L'Héritage de Björndal : Gunvor
- 1960 : Madame Irène Besser
- 1960 : Au nom de Dieu
- 1960 : Gustav Adolfs Page
- 1960 : Le Dernier Témoin : Ingrid Bernhardy
- 1961 : Un homme dans l'ombre : Miriam Capell
- 1962 : Les Hyènes chassent la nuit
- 1962 : Wenn beide schuldig werden
- 1962 : La Vengeance du docteur Corrie
- 1963 : Dans les griffes de l'homme invisible (de) (Der Unsichtbare)
- 1964 : Tim Frazer jagt den geheimnisvollen Mister X
- 1964 : Ein Frauenarzt klagt an
- 1964 : Der Satan mit den roten Haaren
- 1964 : Sept heures de feu
- 1965 : Die Banditen vom Rio Grande
- 1965 : 4 Schlüssel
- 1966 : Der Würger vom Tower
- 1967 : Ballade pour un pistolero d'Alfio Caltabiano : mère de Maruja
- 1967 : La Chair et le Fouet (Das Rasthaus der grausamen Puppen) de Rolf Olsen : Francis Nipple, surveillante générale
- 1976 : 1900 (Novecento) de Bernardo Bertolucci : Amelia
- 1977 : Fedora
- 1984 : Ärztinnen
- 2003 : Verschwende deine Jugend
- 2013 : 3096

### Télévision
- 1961 : Gestatten, mein Name ist Cox
- 1966 : Hafenpolizei – Aufgelaufen
- 1967 : Landarzt Dr. Brock - Hubertusjagd
- 1970 : Tod nach Mitternacht
- 1977 : Der rote Schal
- 1980 : Inspecteur Derrick : La Tentative
- 1981 : Inspecteur Derrick : Pas d'Eden
- 1992 : Sherlock Holmes und die sieben Zwerge
- 1995 : Der Bulle von Tölz – Tod am Altar
- 1996 : Polizeiruf 110 – Der schlanke Tod
- 1996 : Der Bulle von Tölz – Waidmanns Zank
- 2001 : Tatort: Ein mörderisches Märchen
- 2003 : Une famille en Bavière – Neubeginn
- 2003 : Tatort – Veras Waffen
- 2003 : Mord am Meer
- 2004 : À la recherche du passé
- 2005 : Eine Liebe in Königsberg
- 2006 : Doktor Martin
- 2007 : Kreuzfahrt ins Glück-Arizona
- 2007 : Charly la Malice
- 2008 : Doktor Martin
- 2008 : In aller Freundschaft
- 2010 : Im Fluss des Lebens
- 2011 : In den besten Jahren